# Paradoxe Kälteempfindung
Als paradoxe Kälteempfindung, auch paradoxe Kaltempfindung genannt (engl.: paradoxical response to heat oder paradoxial heat response), bezeichnet man das Phänomen, dass bei einer starken Erwärmung der Haut über 40 °C eine vorübergehende Kälteempfindung eintritt.

## Ursachen und Erklärungsmodell
Die paradoxe Kälteempfindung entsteht wahrscheinlich durch eine kurzzeitige Entladung der Kaltrezeptoren, die sich dann ähnlich wie ein Nozizeptor verhalten. Normalerweise werden die Kaltrezeptoren nicht bei Temperaturen oberhalb von 45 °C entladen. Durch den schnellen Temperaturwechsel (Temperaturschock) kommt es dennoch zur Entladung. Das Phänomen kann insbesondere bei zu heißem Badewasser beobachtet werden.
Eine allgemein akzeptierte Erklärung für das Zustandekommen der paradoxen Kälteempfindung liegt jedoch noch nicht vor.